# Муратов, Михаил Владимирович
Михаил Владимирович Муратов (29 февраля (13 марта) 1908, Москва — 30 августа 1982, Москва) — советский геолог, профессор, член-корреспондент Академии наук СССР (1962).

## Биография
Родился 29 февраля (13 марта) 1908 года в Москве, в семье военного В. П. Муратова, а в дальнейшем — одного из руководителей школ подготовки командиров Красной Армии, и Евгении Павловны (в дев. Дедовой).
С 1924 по 1930 годы учился на физико-математическом факультете 1-го Московского университета. С 1927 года участвовал в экспедициях в Восточному Крыму, по результатам которых опубликовал свою первую научную работу «Отчет по исследованию Крымского землетрясения 27 сентября 1927 г», а также ещё ряд статей, посвящённых геологии Крыма. Позднее участвовал в ряде экспедиций на Кавказ и в Карпаты.
Завершение высшего образования совпало с реорганизацией геологических факультетов университета и Московской Горной Академии и создания на их базе Московского геологоразведочного института им. С. Орджоникидзе (МГРИ). С осени 1930 по 1938 год работал в МГРИ ассистентом на кафедре полезных ископаемых и общей геологии. В 1930-х годах проводил геологическую съёмку Восточного Крыма, которую был вынужден прервать в связи с начавшейся войной, тогда же совместно с Б. Я. Меренковым написал учебник «Неметаллические полезные ископаемые», изданный в 1940 году. В течение многих лет это было единственное учебное и справочное пособие по неметаллическим минеральным ресурсам Советского Союза.
Весной 1938 года был утвержден в учёной степени кандидата геолого-минералогических наук без защиты диссертации и в то же время утвержден Высшей Аттестационной Комиссией в звании доцента. С этого момента он приступил в МГРИ к работе на кафедре «Историческая геология» и к чтению курса лекций «Геология СССР».
В период эвакуации Московского геологоразведочного института в Казахстан с 1941 по 1943 годы Михаил Владимирович исследовал геологическое строение Калбинского хребта. С 1946 по 1949 годы Муратов участвовал в Карпатской геологической экспедиции. В 1948 году он защитил докторскую диссертацию на тему «Тектоника и история развития Альпийской геосинклинальной области юга европейской части СССР и сопредельных стран», за которую в 1951 году был удостоен Сталинской премии. Также в конце 40-х годов Михаилом Владимировичем была завершена геологическая съёмка Крыма.
В начале 1949 года он был утвержден в звании профессора по кафедре исторической геологии, но только в 1959 году (после ухода профессора Е. В. Шанцера) занял должность профессора и заведующего кафедрой исторической геологии МГРИ, которая со временем была преобразована в кафедру региональной геологии и палеонтологии. Эту должность он занимал почти до самой смерти, а в 1982 году заведующим кафедрой стал профессор В. М. Цейслер.
Весной 1950 года был избран председателем геологической секции Московского общества испытателей природы (МОИП), которой он руководил до конца жизни. В 1957 году основал журнал «Известия вузов. Геология и разведка» и стал его первым редактором. До 1964 года был главным редактором журнала, с 1965 года — заместитель главного редактора.
Участвовал в составлении и редактировании тектонических карт СССР, Европы, Евразии. В 1969 году за эту работу ему была присуждена Государственная премия СССР. 29 июня 1962 года был избран членом-корреспондентом АН СССР по специальности «геология».
Основные научные работы посвящены тектонике территории СССР и сопредельных стран. Исследования в Средней Азии в начале 60-х годов, поездка на Международный геологический конгресс в Дели (1964) привлекли внимание М. В. Муратова к восточным районам Средиземноморского пояса — к Памиру, Гималаям, а также к Индостанской платформе, которым посвящено несколько его статей. Работа по Индостанской платформе (1964 г.) явилась началом целого ряда публикаций, посвященных строению фундамента древних платформ, их сравнительной характеристике.
C 1970-х годов занимался анализом строения древних платформ, особенно их фундамента, выяснением закономерностей формирования архейских и раннепротерозойских складчатых систем. Много внимания он уделил обоснованию и характеристике платформенных чехлов на кратонах, выделению палеоавлакогенов как особого типа структур раннего докембрия. Интерес ученого к вопросам древней и древнейшей геологической истории Земли был реализован в монографии «Происхождение материков и океанических впадин» (1975).
Скончался 30 августа 1982 года в Москве, похоронен на Новодевичьем кладбище (3 участок, 60 ряд).

## Семья
Жена (с 1937) — Иванова, Ирина Константиновна (1906—1987) — геолог, палеонтолог.
- дочь — Муратова Ксения Михайловна (1940—2019) — искусствовед и историк искусства[6]. В 1970 году вышла замуж за итальянского художника Франко Миеле и уехала с ним в Рим.
- дочь — Чуйкова Мария Михайловна (род. 1960 ) — живописец, график, занимается видео-артом.

## Награды и премии
- 1951 — Сталинская премия[4]
- 1969 — Государственная премия СССР[4]
- Орден Трудового Красного Знамени[4]

## Членство в организациях
- Московское общество испытателей природы (МОИП), председатель геологической секции c 1950 года.
- 1958 — Геологическое общество Франции.